# 中原地圖
中原地圖是中原地產跟香港政府合作在1999年11月19日推出的網上地圖。它在建立時由地政總署測繪處高級土地測量師吳國偉統籌，並採用了美國ESRI公司開發的地理信息系统。它自面世開始便提供網頁版，之後普及到Windows CE、Palm OS、iOS、Android平台。
1998年2月，中原地產跟地政總署和政府統計處合作，在資訊科技展覽會上展出它們製作的電子地圖——它能顯示香港的地產和人口資料。中原地產繼而決定投標政府項目「衣食住行網上圖計劃」，並成功投得，之後花費四至五百萬的投資成本，改善其上述地圖，並跟微軟合作。推出後地圖的內容時有更新，如跟Openrice合作，由它提供食店資訊，提供以片區為單位的人口資料。

## 歷史
1998年2月，中原地產跟地政總署和政府統計處合作，在資訊科技展覽會上展出它們製作的電子地圖——它能顯示香港的地產和人口資料。中原地產繼而決定投標政府項目「衣食住行網上圖計劃」，並成功投得，由地政總署測繪處高級土地測量師吳國偉統籌地圖製作。中原地產之後花費四至五百萬港元的投資成本，改善原初展示版本的背後技術，並跟微軟合作，按政府要求把地圖設計成載有其部門的資料。它還採用了美國ESRI公司開發的地理信息系统。1999年11月19日，中原地圖正式面世，與黃頁地圖一起成為首兩款使用香港政府數據的地圖。在面世後的一週內獲得每日十萬次的瀏覽量。中原地產當時有意在地圖上透過廣告盈利。
在2000年香港資訊基建博覽上，中原地產和香港政府資訊科技及廣播局分別在其攤位中向來場者展示中原地圖。2001年5月6日，在中美撞机事件的影響之下，中國大陸反美網絡攻擊者對美國網站發動攻擊。該網站受到波及，被貼上了反美字句。2002年，中原地產已在中原地圖上投資逾3,000萬港元。同年《明報》報導指，它開始跟社會服務聯會合作，在後者的「社會福利資訊網」網站上顯示有關福利設施的地理資訊。根據2003年6月的報導，它擁有每日約16萬幅地圖的瀏覽量，總瀏覽量超過1億。2005年，中原地圖為救世軍主辦的「香港定向日慈善競賽」編製地圖。次年，它在流量統計服務Alexa的香港網站排名曾一度排第61位，並有接近3.6億的總瀏覽量。
2007年5月，中原地圖與中原地產的工商部門合作，向其網頁提供部分物業資訊。7月中旬其總瀏覽量超過了5億。8月，中原地產表示將為中原地圖啟用新伺服器，以提升負載能力。2008年，Google指出中原地圖為香港2007年第四多人搜尋的字眼。同年與微軟合作，推出中原地圖Internet Explorer 8加速器。2010年8月，開始使用雲端伺服器為網站分流，以節省成本和增加負載能力。2011年，中原地產推出澳門版中原地圖。

## 功能
中原地圖在開設時便提供有關物業和娛樂場所的資料，並加入1996年的人口數據。當時它分為八個地圖層，每層顯示的資料各有不同，例如樓宇資料會在第二層顯示，成交紀錄則在第三層，並附有搜尋工具。2002年《明報》報導指，它新增了跟社會福利有關的搜尋功能。次年與香港政府統計處合作，於網站加入較新的人口統計資料，並加添有關香港各區住戶入息統計的資訊。同年中原地產亦以SARS冠狀病毒在香港流行或網站成立4週年為由，在地圖中加入回收站和動植物資訊。同時改善系統，縮短載入時間。
2005年《文匯報》的報導提道，其已加入Google衛星圖片的超連結。2007年3月《am730》的報導指，它增添了樓盤的成交紀錄等地產資訊。7月左右，它開始提供以地圖形式介紹樓盤的服務。2008年，它新增「影片地圖」和「工商搵樓」功能——前者使用中視網來源，向用家提供有關物業環境的影片。後者則容許用家搜尋工商物業相關資訊。
2019年，中原地圖借鑑英國方面的同類經驗，製作出「中原樓市片區」，以片區為單位提供人口資料。2024年3月27日，跟政府同步發佈以片區和樓宇組群為人口群組分類的數據。

## 適用平台
中原地圖自面世開始便提供網頁版。2002年，中原以該地圖為基礎，跟Mappa System和Innoage合作推出个人数码助理版的地圖應用程式「HK Explorer」，適用於Windows CE和Palm OS平台。次年在香港資訊基建博覽展示有關製品。2011年左右發表iOS手機應用程式，Openrice亦在地圖上向用家提供食店信息。2012年推出Android版。

## 迴響
2000年，陳詩頌在《香港經濟日報》上形容中原地圖的內容較傳統地圖豐富。同年張德宇在《IT Times》上亦評論中原地圖較其他線上地圖「詳盡」，而且亦較傳統地圖更易辨認建築物。2006年，《PC Market》亦把它評為「詳盡」。《星島日報》的評論者對其會顯示某些樓宇的地產代理商資訊的做法表示好評，指這能節省時間。《新報》記者則讚揚該地圖的綠色小巴路線搜尋功能，指它「非常體貼」，不過仍評論自己不滿當時（2000年）欠缺搜尋巴士和紅色小巴的功能。
《亞洲華爾街日報》的格林·曼努埃爾（Gren Manuel）在同年較早時候亦批評其欠缺交通資訊，而且只會顯示「某區住戶的收入和教育水平」，對旅客幫助不大。不過仍讚揚其容許人們按建築物名稱搜尋，而且較其他港澳的網上地圖服務容易把地圖複製貼上至其他文件。《南華早報》的尼爾·泰勒（Neil Taylor）則評論中原地圖為「實而不華」，在网景导航者上運行得比Internet Explorer好，但功能較黃頁地圖少。2001年，《國際先驅論壇報》形容它能提供印刷地圖沒有刊登的最新資訊。2004年，《明報》的報導評論指該網站提供的人口資訊「仔細程度與美國的資料庫差不多」。中原地圖在2005年時為香港最多人使用的線上地圖。
2008年Google地图推出香港版後，開始有評論把它跟中原地圖作比較。《文匯報》的編輯在該年評論指Google Maps「內容更多」。不過，《e-zone》在次年的評論則反指Google地图比中原地圖在資料上有不少欠缺，但前者擁有路線規劃功能。2012年，《PC Market》的評論認為Google地图的地圖效果較佳，而中原地圖的香港資料較詳細。2016年，中原地產老闆施永青指他們雖然早於Google投入地圖領域，但前者較缺乏資金，不能拓展衛星實景等功能。
2000年代，香港中文大學醫學院的李瑞山曾因中原地圖較其他地圖產品完善，而詢問施永青能否借用中原地圖的數據分析疾病的地理趨勢，獲他調動人手協助。2008年1月左右，它獲得了香港電腦學會的「最佳商業系統應用獎—銀獎」。

## 外部連結
- 中原地圖 (香港) （页面存档备份，存于）
- 中原地圖 (澳門)